# Óscar de Jesús Hurtado
Óscar de Jesús Hurtado Pérez (Tarso, 8 de enero de 1965) es un contador público y político colombiano. En las elecciones legislativas de 2014 fue elegido Representante a la Cámara por Antioquia con el aval del Partido Liberal Colombiano con 24.560 votos.

## Biografía
Es un hombre oriundo de Tarso, municipio del suroeste antioqueño. Es el noveno de 14 hijos de padres campesinos humildes.
Es un profesional graduado con diploma como Contador Público y una Especialización en Gestión Pública que ha sido de gran soporte para el desempeño en las organizaciones para las cuales ha trabajado.
En su dimensión social y de labor con la comunidad ha conseguido, con el apoyo de sus amigos y seguidores, cargos a nivel local en su municipio de origen Tarso, consiguiendo ser electo Concejal y posteriormente Alcalde de Tarso, para el periodo 2001 - 2003. Como hecho notable en su periodo como Alcalde en Tarso, en compañía de la población del Municipio y el acompañamiento del Gobernador Guillermo Gaviria Correa, lideró la Asamblea Constituyente de Tarso, un ejercicio de soberanía popular, reconocida como uno de los procesos de paz más importantes de Colombia. Fruto de esta iniciativa, en el año 2003 fue destacado por la prensa nacional, en especial por la Revista Cambio, como uno de los quince personajes más importantes de Colombia.
En el año 2006 fue elegido Representante a la Cámara por Antioquia con 24.001 votos. 
En 2010 no logró revalidar su curul y entre 2010 y 2013 se desempeñó como Secretario general de la Comisión de Ética en el Congreso de la República.

En las elecciones legislativas de 2014 fue elegido Representante a la Cámara por Antioquia con el aval del Partido Liberal Colombiano con 24.560 votos, para este periodo legislativo constitucional del Congreso (2014 – 2017), es nuevamente Representante a la Cámara por el departamento de Antioquia con el respaldo de un número importante de ciudadanos en el marco de la estrategia Antioquia declara la paz, que se constituye en una iniciativa política y ciudadana para alcanzar la Paz por medio de la justicia social.
.

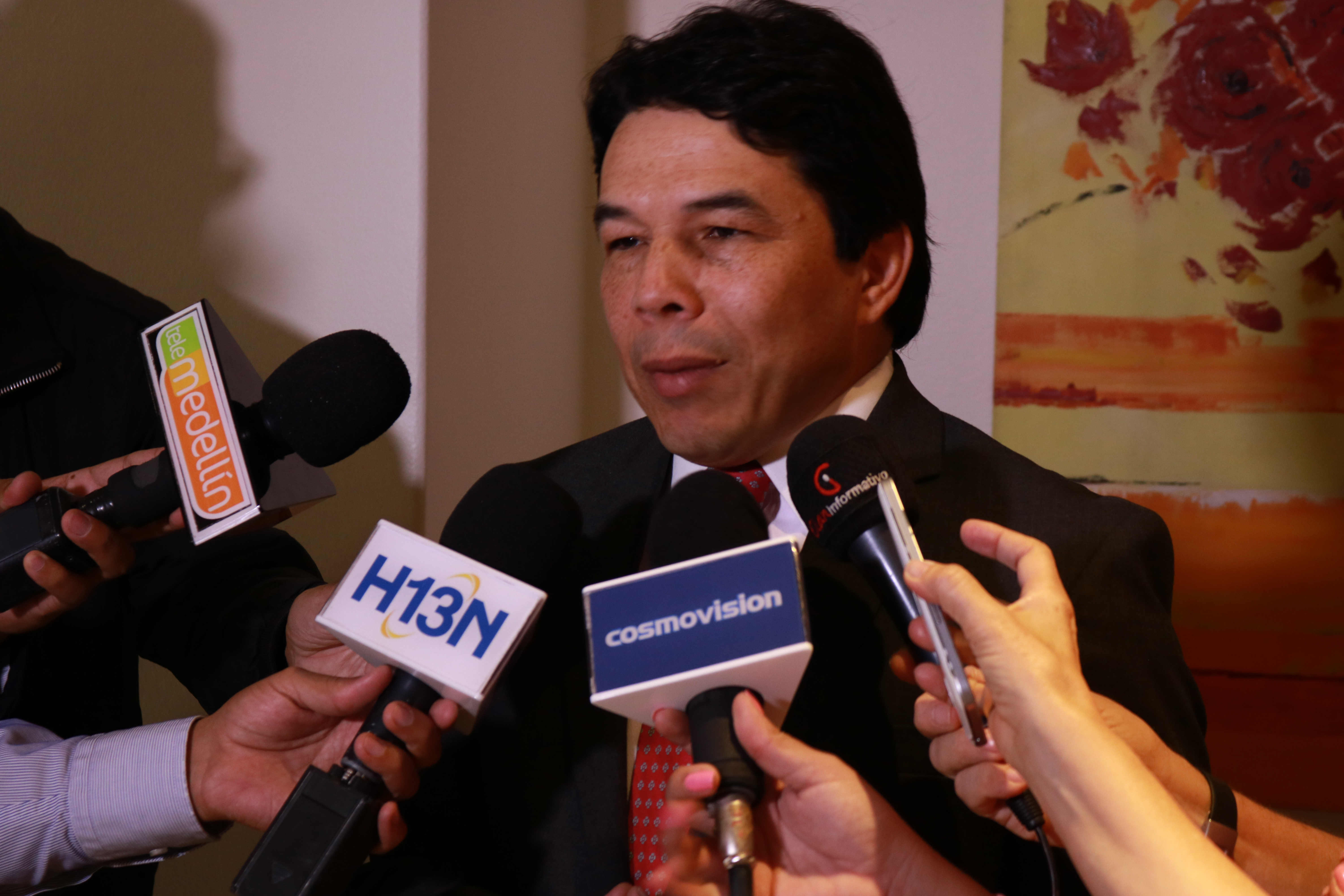
Óscar Hurtado Pérez - Relaciones Públicas

Hurtado fue secretario de Hacienda de Medellín desde el 1 de enero de 2020 y hasta el 21 de agosto de 2023 cuando el alcalde Daniel Quintero Calle lo nombra secretario de gobierno.
El 30  de septiembre de 2023 el presidente de Colombia Gustavo Petro nombra a Óscar de Jesús Hurtado como alcalde encargado de Medellín tras la renuncia de Daniel Quintero.